# DNA beta-glucosyltransferase
 Trong enzyme học, DNA beta-glucosyltransferase (EC 2.4.1.27) là enzyme xúc tác cho phản ứng hóa học trong đó dư lượng beta-D-glucosyl từ UDP-glucose chuyển thành dư lượng hydroxymethyl cytosine trong DNA. Enzyme này tương tự như enzyme DNA alpha-glucosyltransferase.
Enzyme thuộc họ glycosyltransferase, cụ thể là họ hexosyltransferase. Tên hệ thống của lớp enzyme này là UDP-glucose: DNA beta-D-glucosyltransferase. Các tên khác được sử dụng phổ biến là T4-HMC-beta-glucosyl transferase, T4-beta-glucosyl transferase, T4 phage beta-glucosyltransferase, UDP glucose-DNA beta-glucosyltransferase, và uridine diphosphoglucose-deoxyribonucleate beta-glucosyltransferase..

## Nghiên cứu cấu trúc
Tính đến cuối năm 2007, có tới 20 cấu trúc đã được tìm thấy cho lớp enzym này. Trong PDB, mã gia nhập của chúng là 1BGT, 1BGU, 1C3J, 1IXY, 1J39, 1JEJ, 1JG6, 1JG7, 1JIU, 1JIV, 1JIX, 1M5R, 1NVK, 1NZD, 1NZF, 1QKJ, 1SXP, 1SXQ, 2BGT và 2BGU.

## Thể thực khuẩn T4 beta-glucosyltransferase
Trong sinh học phân tử, Thể thực khuẩn T4 beta-glucosyltransferase đề cập đến một miền protein được tìm thấy trong một loại virus kí sinh trong Escherichia coli có tên là thể thực khuẩn T4. Các thành viên trong họ này đều là enzyme do thể thực khuẩn T4 mã hóa, có chức năng chỉnh sửa DNA bằng cách chuyển glucose từ uridine diphosphoglucose đến base 5-hydroxymethyl cytosine trên DNA của thể thực khuẩn T4.

## Chức năng
Beta-glucosyltransferase là một enzyme, hay cụ thể hơn là glycosyltransferase ngược (GT). Nói cách khác, nó chuyển glucose từ uridine diphospho-glucose (UDPglucose) sang một chất nhận, khiến DNA biến đổi thông qua liên kết beta-Glycosidic. Vai trò của enzyme là bảo vệ DNA virus khỏi các tác nhân là enzyme giới hạn của vi khuẩn. Glucosyl hóa ngăn chặn AND virus bị cắt nhỏ. Hơn nữa, glucosyl hóa có thể hỗ trợ biểu hiện gen của vi khuẩn bằng cách ảnh hưởng đến phiên mã.

## Cấu trúc
Cấu trúc enzyme gồm chuỗi xoắn alpha và chuỗi gấp nếp beta.